# Дебнем-Кэри, Алиша
Алиша Жасмин Дебнам-Кэри (англ. Alycia Jasmin Debnam Carey; род. 20 июля 1993, Сидней) — австралийская актриса, известная своей ролью Лексы в сериале «100» и ролью Алиши Кларк в сериале «Бойтесь ходячих мертвецов». Она снялась в таких фильмах, как «Навстречу шторму», «Рука Дьявола» и «Запрос в друзья», а также в телесериалах «Дочери Маклеода» и «Следующая остановка — Голливуд». Дебютировала в кино в 2003 году в австралийской короткометражной драме Рэйчел Уорд «Новое пальто Марты» , а в полнометражном кино дебютировала в американском фильме-катастрофе «В бурю» (2014). В 2022 году состоялся её режиссёрский дебют в эпизоде «Офелия» седьмого сезона сериала «Бойтесь ходячих мертвецов» .

## Биография
Родилась 20 июля 1993 года в Сиднее, Новый Южный Уэльс, Австралия, в семье телевизионной сценаристки Леоны Кэри.В детстве Дебнам-Кэри и её брат помогали своей матери разыгрывать написанные ею фрагменты программы.
В 2011 году окончила Ньютаунскую среднюю школу исполнительских искусств, где в течение десяти лет изучала классическую перкуссию.
Ещё проходя обучение, в ноябре 2010 года Алиша в качестве ударника вместе с сорока другими студентами музыкальных заведений Австралии приняла участие в концертах, проводимых музыкантами Берлинской филармонии на сцене Сиднейского оперного театра.
На последнем году обучения правительство штата Новый Южный Уэльс включило её в список выдающихся отличников за достижение высшей категории по шести курсам с аттестатом о высшем образовании. Она получила премию Premier's Award за набрав 90+ баллов в более чем 10 частях, а также номинацию OnStage за достижения в драме и номинацию HSC Encore за достижения в музыке. Окончив Ньютаун в 2011 году,  она почти поступила в Сиднейскую консерваторию, но решила, что хочет продолжить актёрское мастерство.
После окончания школы переехала в Лос-Анджелес, США.

## Карьера
Дебютировала в кино в возрасте 8 лет, снявшись в короткометражном фильме австралийской актрисы Рэйчел Уорд «Martha’s New Coat» (картина вышла в прокат в июне 2003).
Далее были небольшие роли в сериалах «Дочери Маклеода» и «Танцевальная академия», а также несколько работ в независимых короткометражных картинах.
В 2012 году вошла в финальный состав претендентов на актёрскую стипендию Хита Леджера и приняла участие в реалити-шоу «Следующая остановка — Голливуд», рассказывающем о шести австралийских актёрах, пытающихся пробиться в Голливуде.
В том же году получила главную роль в своём первом американском фильме «The Occult», который вышел в прокат в 2014 году под названием «Рука Дьявола».
В 2014 году состоялся релиз фильма-катастрофы «Навстречу шторму», который принёс актрисе первую известность. Коллегами Алиши по съёмочной площадке стали Ричард Армитидж и Сара Уэйн Кэллис.
Осенью 2014 года актриса влилась в актёрский состав второго сезона сериала «100», транслируемого каналом The CW, где сыграла Лексу, лидера союза земных кланов. Сама Алиша отметила, что образ командующей землян является одним из самых интересных и сложных из всего, что ей доводилось играть до этого. Персонаж так понравился зрителям, что разработчик сериала Джейсон Ротенберг объявил о своём желании задействовать его и в дальнейшем. В интервью перед финалом второго сезона Ротенберг рассказал, что ведёт переговоры с АМС по поводу совмещения съёмок актрисы в спин-оффе «Ходячих мертвецов» и «100». 10 июля 2015 года на панели сериала в рамках фестиваля Comic-Con в Сан-Диего было официально подтверждено, что Дебнам-Кэри вернётся к образу Лексы в третьем сезоне шоу.
В декабре 2014 года стало известно, что Алиша получила одну из ведущих ролей в спин-оффе сериала «Ходячие мертвецы» канала АМС. В марте 2015 года, после окончания съёмок пилота, канал заказал производство двух сезонов. Первый сезон из шести серий стартовал летом 2015 года. Пилотный эпизод, показанный 23 августа, стал самой рейтинговой премьерой в истории кабельного ТВ. Серию посмотрели 10,1 миллиона зрителей, среди них 6,3 миллиона зрителей в возрасте 18-49 лет. Второй сезон вышел на телеэкраны 10 апреля 2016 года и состоит из 15 эпизодов.

## Фильмография
| Год  | Название                  | Ориг. название       | Роль            | Примечания       |
| ---- | ------------------------- | -------------------- | --------------- | ---------------- |
| 2003 | Новое пальто Марты        | Martha’s New Coat    | Элси            |                  |
| 2006 | Безопасный дом            | The Safe House       | Ли (голос)      | короткометражный |
| 2008 | Девушка-пазл              | Jigsaw Girl          | Кейтлин         | короткометражный |
| 2008 | Мечта жизни               | Dream Life           | Кэсси           | ТВ               |
| 2010 | У татуировщика            | At the Tattooist     | Джейн           | короткометражный |
| 2011 | Отделение                 | The Branch           | девушка         | короткометражный |
| 2014 | Навстречу шторму          | Into the Storm       | Кейтлин Джонсон |                  |
| 2014 | Рука Дьявола              | The Devil’s Hand     | Мэри Браун      |                  |
| 2016 | Запрос в друзья           | Friend Request       | Лора Вудсон     |                  |
| 2017 | Лайкнутый                 | Liked                | Рокси           | постпродакшн     |
| 2018 | Насильственное разделение | A Violent Separation | Фрэнсис         |                  |
|      |                           |                      |                 |                  |

| Год       | Название                       | Ориг. название                 | Роль                     | Примечания                                       |
| --------- | ------------------------------ | ------------------------------ | ------------------------ | ------------------------------------------------ |
| 2006      | Дочери Маклеода                | McLeod’s Daughters             | Хлои Сэндерсон           | Эпизод 6.12 «Second Best»                        |
| 2008      | Мечта жизни                    | Dream Life                     | Кэсси                    | Телевизионный фильм                              |
| 2010      | Сопротивление                  | Resistance                     | Женевьева («Джен») Леоне | Закрыт после пилота                              |
| 2010      | Танцевальная академия          | Dance Academy                  | Миа                      | Эпизод 1.06 «Perfection»                         |
| 2013      | Следующая остановка — Голливуд | Next Stop Hollywood            | Играет саму себя         | 6 эпизодов                                       |
| 2014      | Гэлинтайн                      | Galyntine                      | Эссин                    | Закрыт после пилота                              |
| 2014      | Сделано в Голливуде            | Made in Hollywood              | Играет саму себя         | Эпизод 9.40                                      |
| 2014—2020 | Сотня                          | The 100                        | Лекса                    | 2 и 3 сезон, 7 сезон-гостевая роль (17 эпизодов) |
| 2015—2022 | Бойтесь ходячих мертвецов      | Fear the Walking Dead          | Алиша Кларк              | Основной состав (1-7 сезон)                      |
| 2023      | Остров Сент-Икс                | Saint X                        | Эмили Томас              | Главная роль                                     |
| 2023      | Потерянные цветы Элис Харт     | The Lost Flowers of Alice Hart | Элис Харт                | Мини-сериал                                      |
| 2025      | Яблочный уксус                 | Apple Cider Vinegar            | Милла Блейк              | Мини-сериал                                      |

| год  | исполнитель                   | песня              |
| ---- | ----------------------------- | ------------------ |
| 2010 | Mailer Daemon / Lincoln Davis | Eli                |
| 2011 | Jebediah                      | She’s Like a Comet |

## Награды и номинации
| Год      | Работа                            | Награды                        | Категория                                 | Результат | Ссылка. |
| -------- | --------------------------------- | ------------------------------ | ----------------------------------------- | --------- | ------- |
| 2015 год | Сотня                             | Награды фэндома MTV            | Корабль года (совместно с Элизой Тейлор ) | Номинация | [ 29 ]  |
| 2016 год | Сотня                             | Награды фэндома MTV            | Корабль года (совместно с Элизой Тейлор ) | Номинация | [ 30 ]  |
| 2016 год | Сотня                             | Награды фэндома MTV            | Фанатское безумие года                    | Победа    | [ 31 ]  |
| 2016 год | Бойтесь ходячих мертвецов и сотня | Э! Награды онлайн- телевидения | Женщина-прорывная звезда                  | Победа    | [ 32 ]  |
| 2016 год | Сотня                             | Э! Награды онлайн- телевидения | Лучшая приглашенная звезда                | Победа    | [ 32 ]  |
| 2017 год | Бойтесь ходячих мертвецов         | Награды Сатурна                | Лучшая роль молодого актёра в телесериале | Номинация | [ 33 ]  |
| 2018 год | Бойтесь ходячих мертвецов         | Награды Сатурна                | Лучшая роль молодого актёра в телесериале | Номинация | [ 34 ]  |